# De Graff (Ohio)
De Graff es una villa ubicada en el condado de Logan en el estado estadounidense de Ohio. En el Censo de 2010 tenía una población de 1285 habitantes y una densidad poblacional de 491,23 personas por km².

## Geografía
De Graff se encuentra ubicada en las coordenadas 40°18′46″N 83°54′0″O / 40.31278, -83.90000. Según la Oficina del Censo de los Estados Unidos, De Graff tiene una superficie total de 2.62 km², de la cual 2.62 km² corresponden a tierra firme y (0%) 0 km² es agua.

## Demografía
Según el censo de 2010, había 1285 personas residiendo en De Graff. La densidad de población era de 491,23 hab./km². De los 1285 habitantes, De Graff estaba compuesto por el 97.51% blancos, el 0.93% eran afroamericanos, el 0.31% eran amerindios, el 0.23% eran asiáticos, el 0.16% eran isleños del Pacífico, el 0.16% eran de otras razas y el 0.7% pertenecían a dos o más razas. Del total de la población el 0.23% eran hispanos o latinos de cualquier raza.